# Список вооружения и военной техники морской пехоты Аргентины
Различные подразделения морской пехоты Аргентины имеют различную технику и вооружение. Подразделения специального назначение вооружены и оснащены лучше остальных и располагают специальной техникой. Ниже приводится список техники, вооружения и снаряжения, которые в настоящий момент используются Морской пехотой Аргентины. В списке возможны некоторые неточности, связанные с невозможностью собрать исчерпывающую информацию по данному вопросу. При написании статьи использовались аргентинские источники, в частности, официальная страница Морской пехоты Аргентины.

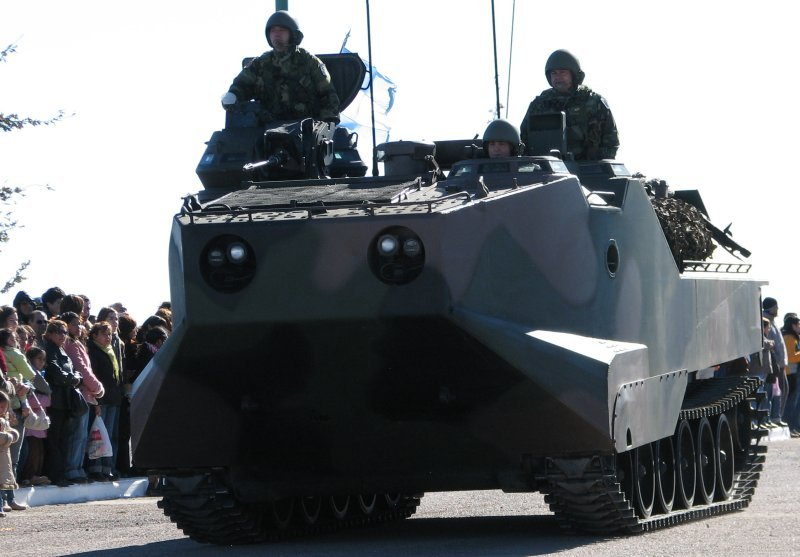
LVTP-7

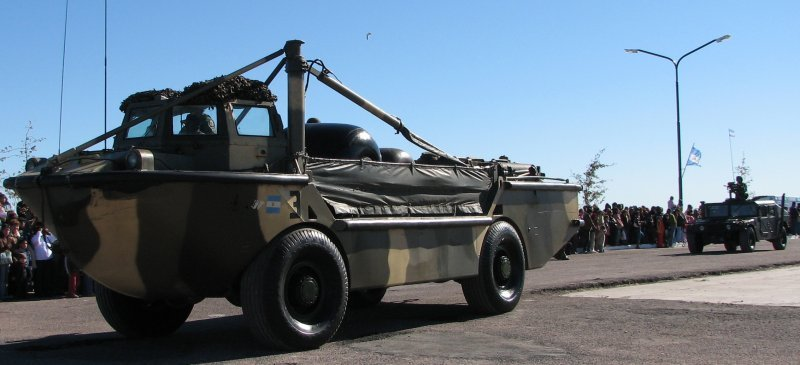
LARC-5

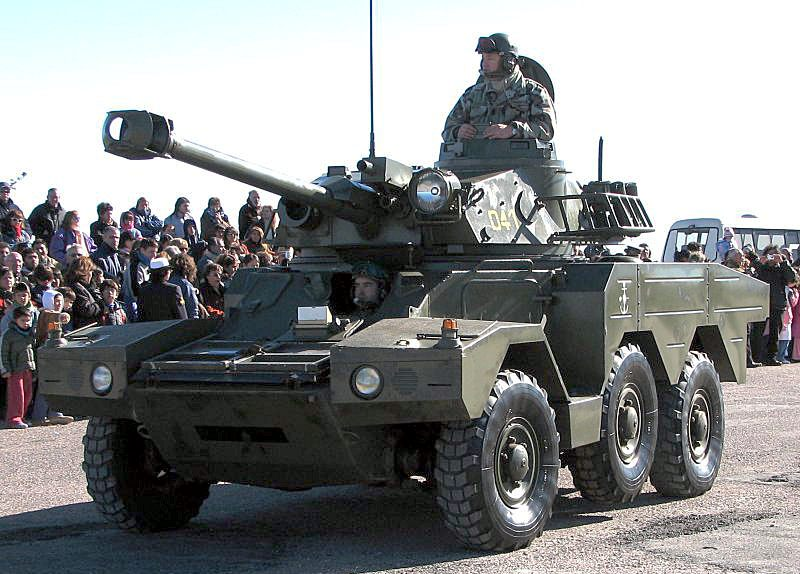
ERC-90 F1 Lynx

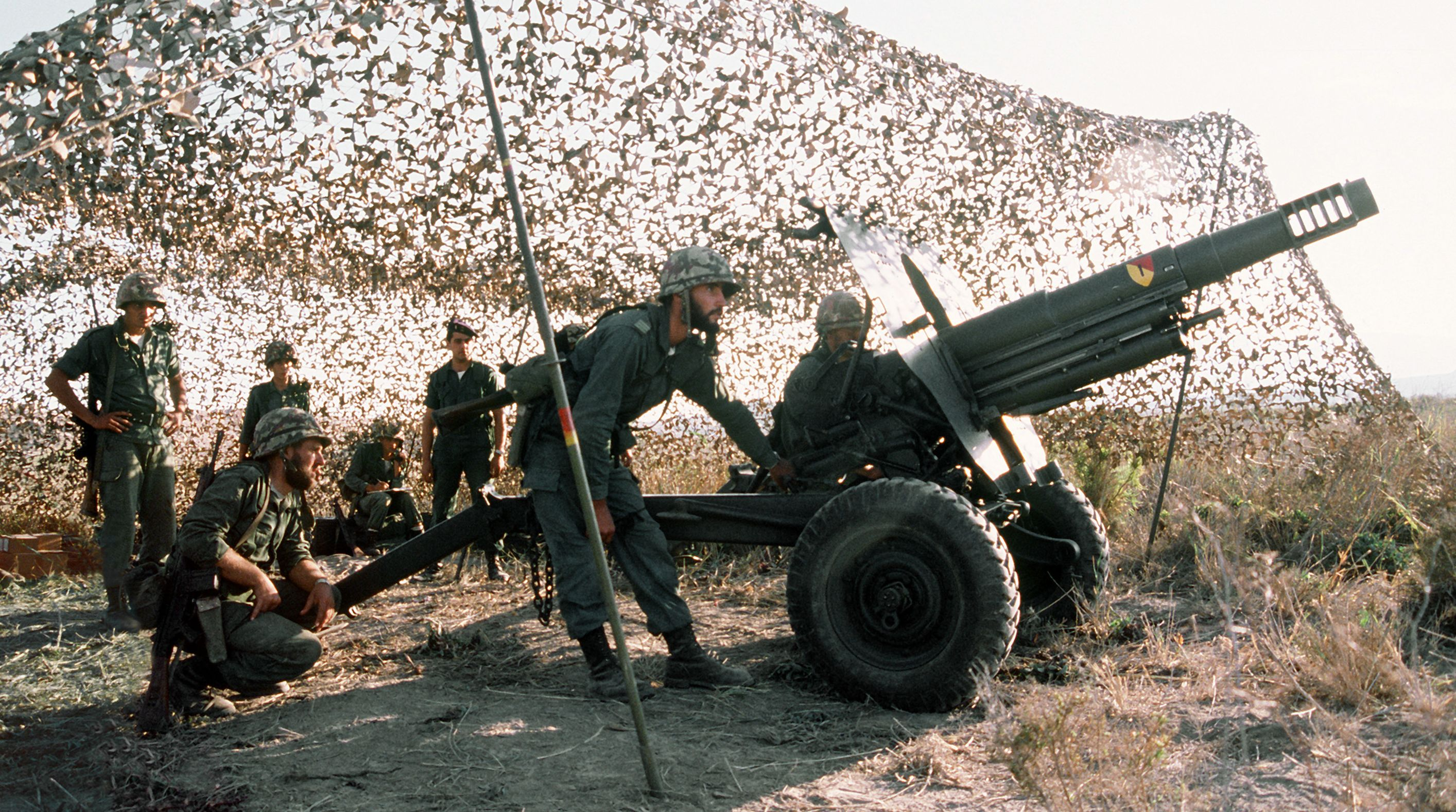
OTO Melara Mod 56 105mm

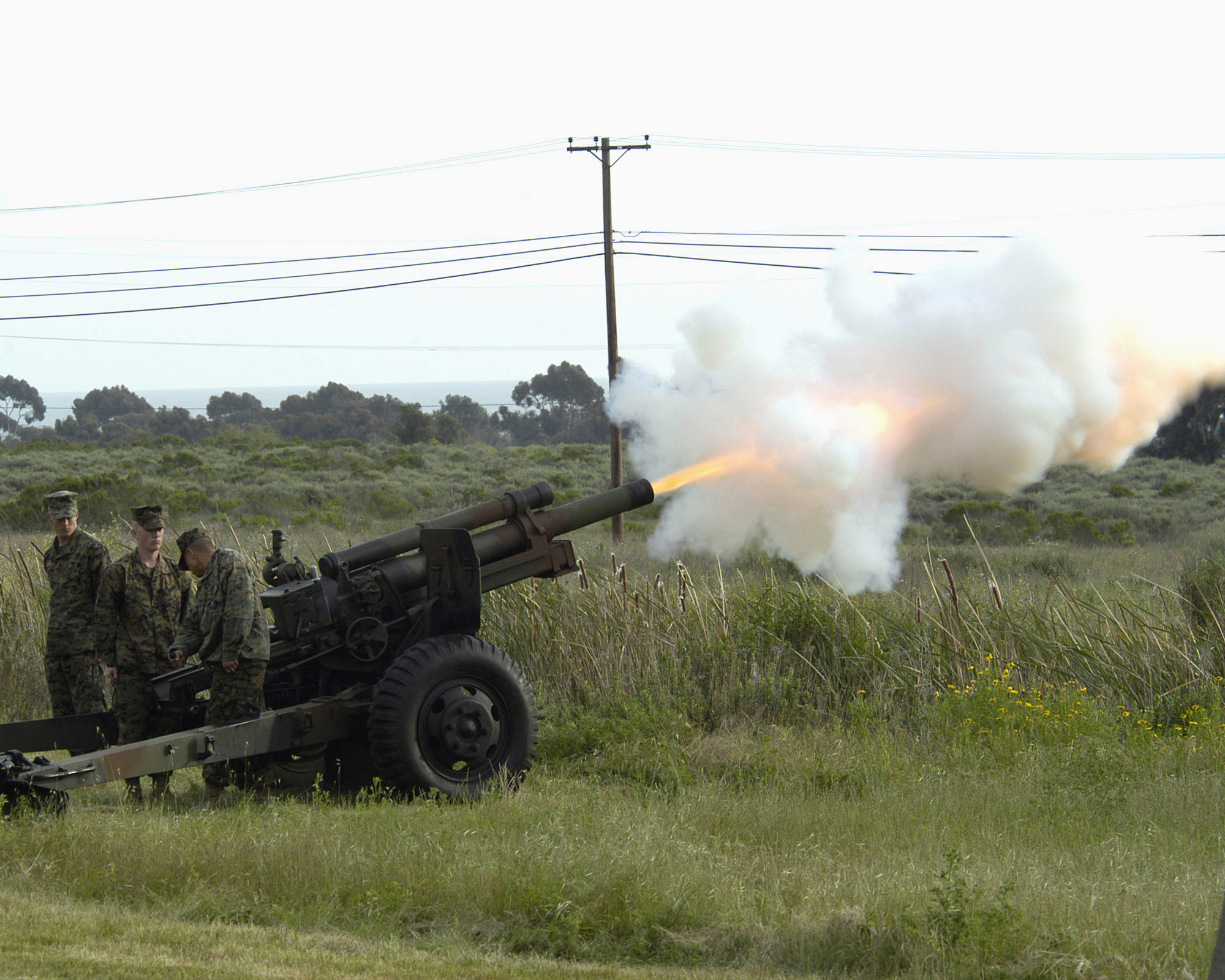
M101 105 mm

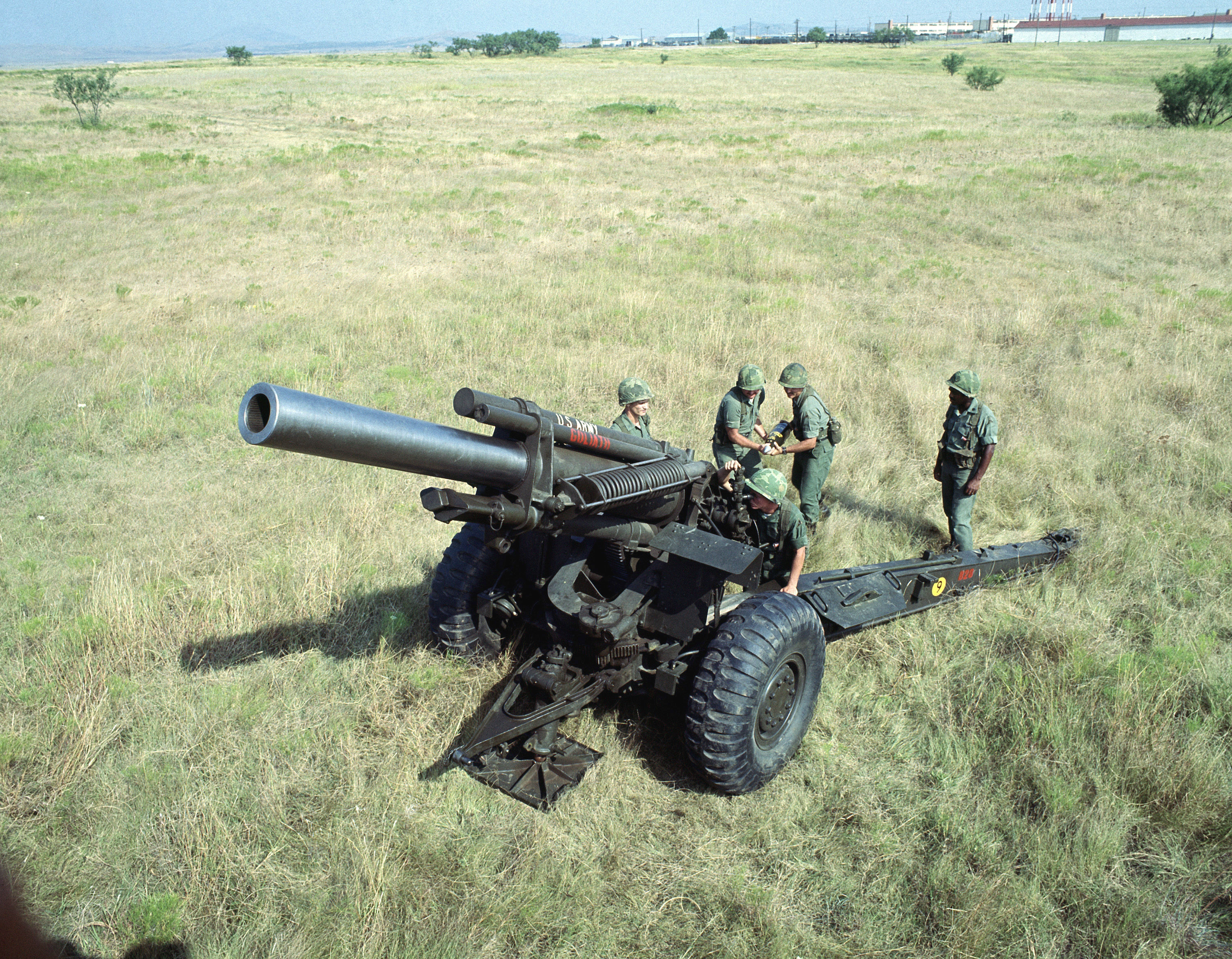
M114 A1 155 mm

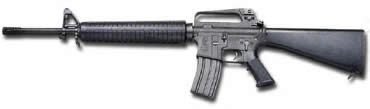
M16A2

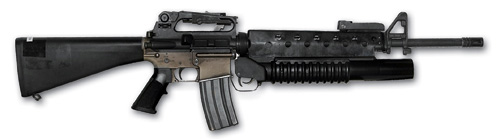
Винтовка M16A2 с ПГ M203

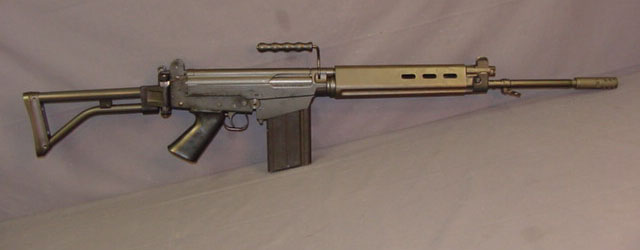
FN FAL

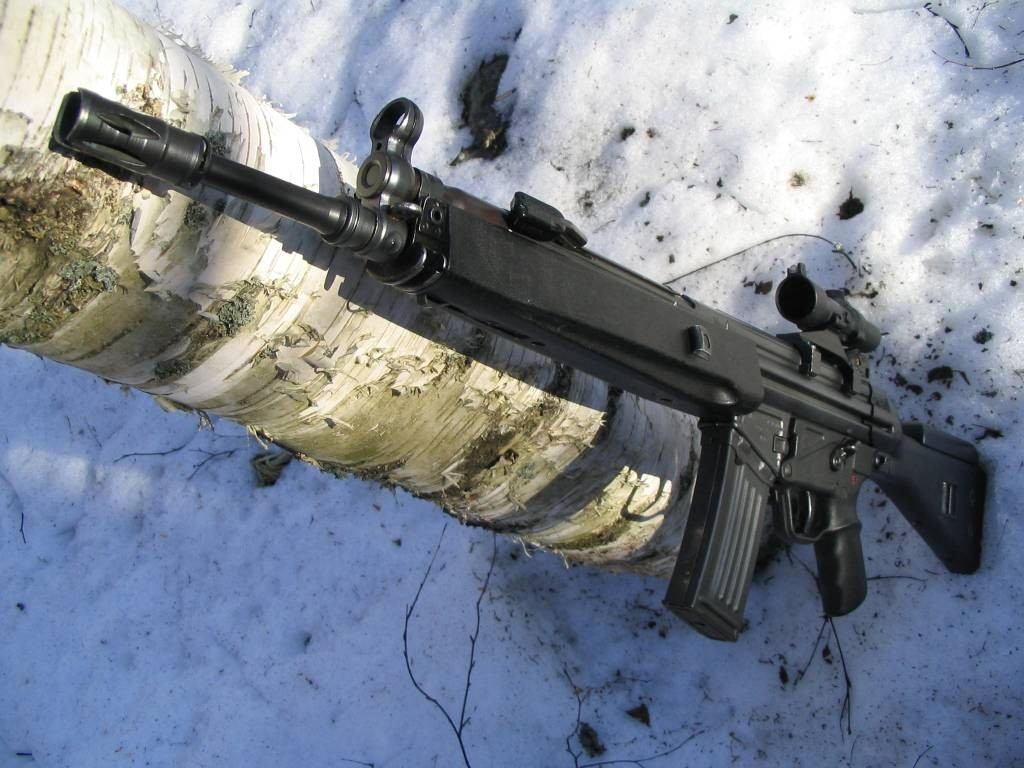
Heckler & Koch HK33

Steyr AUG

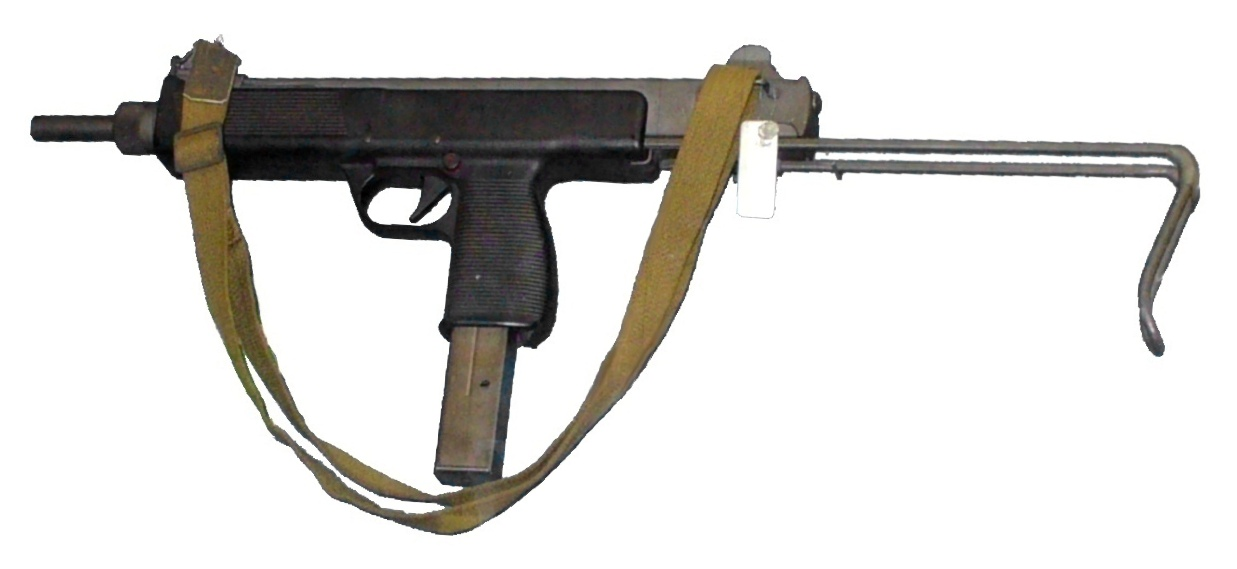
Steyr MPi 69

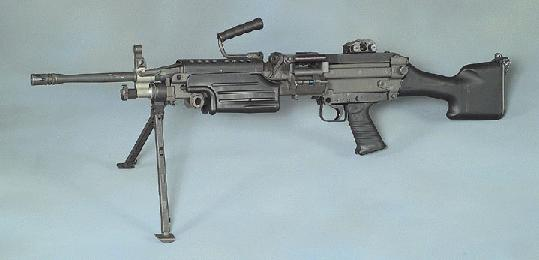
M249 SAW

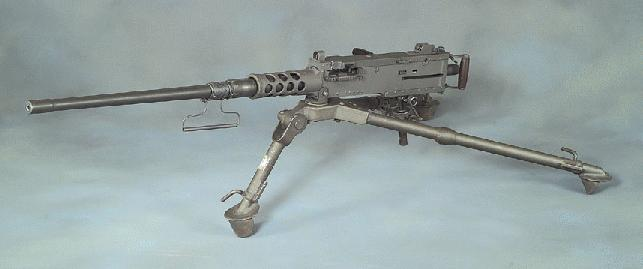
Browning M2

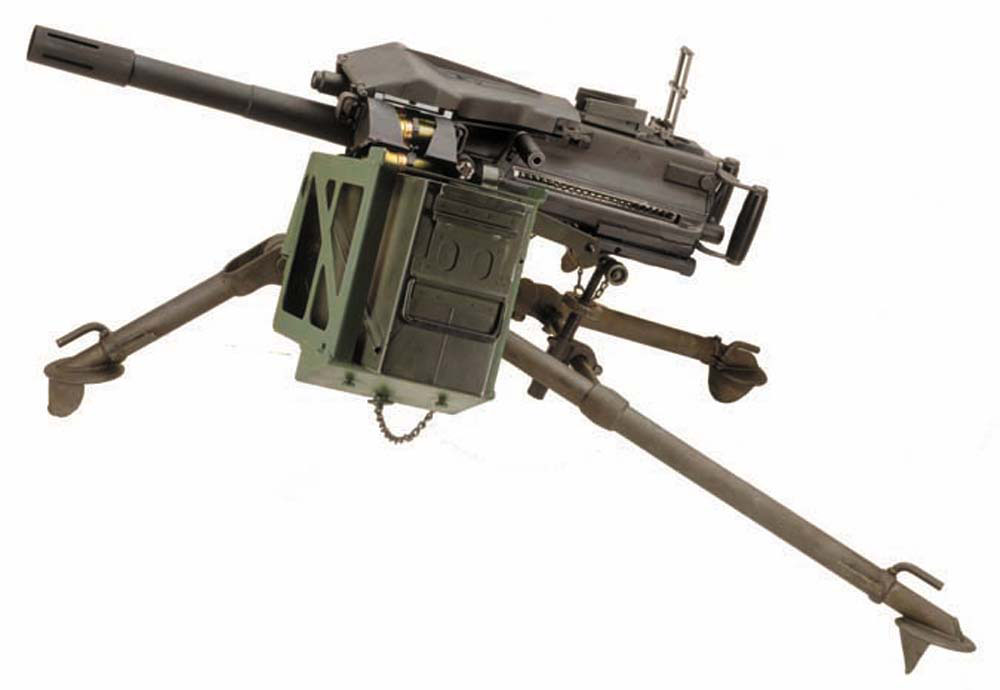
Mk 19 40 mm

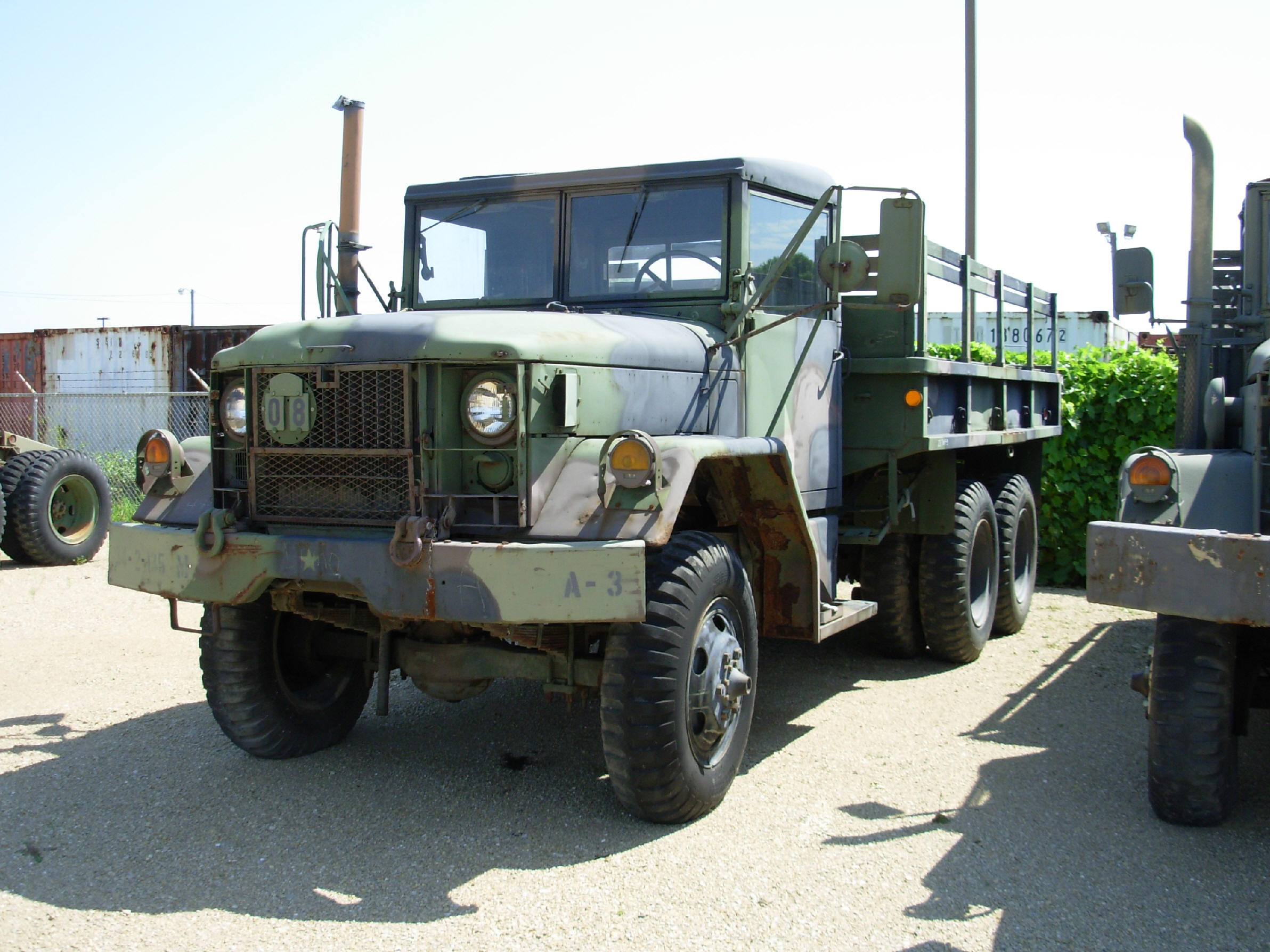
M35A2

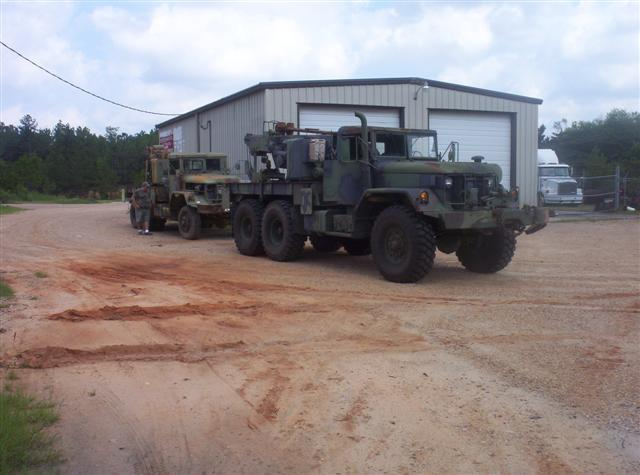
M816

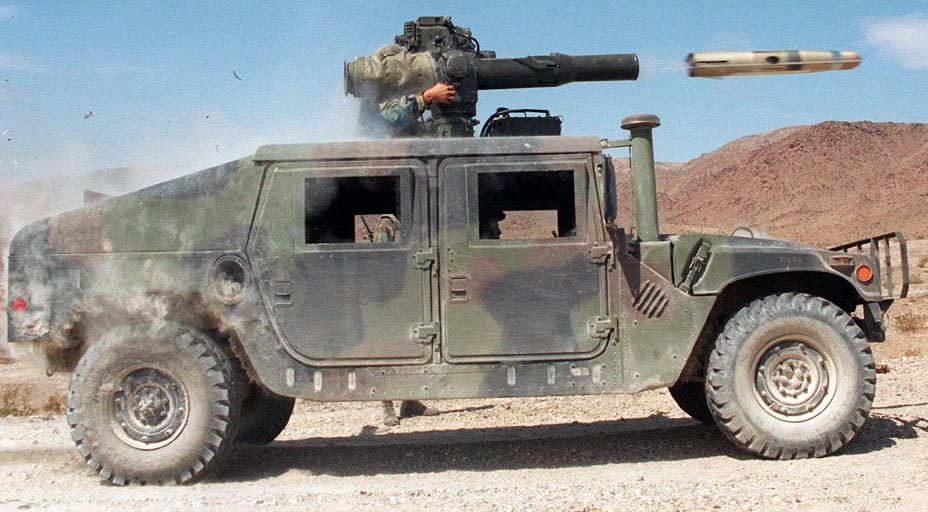
HMMWV

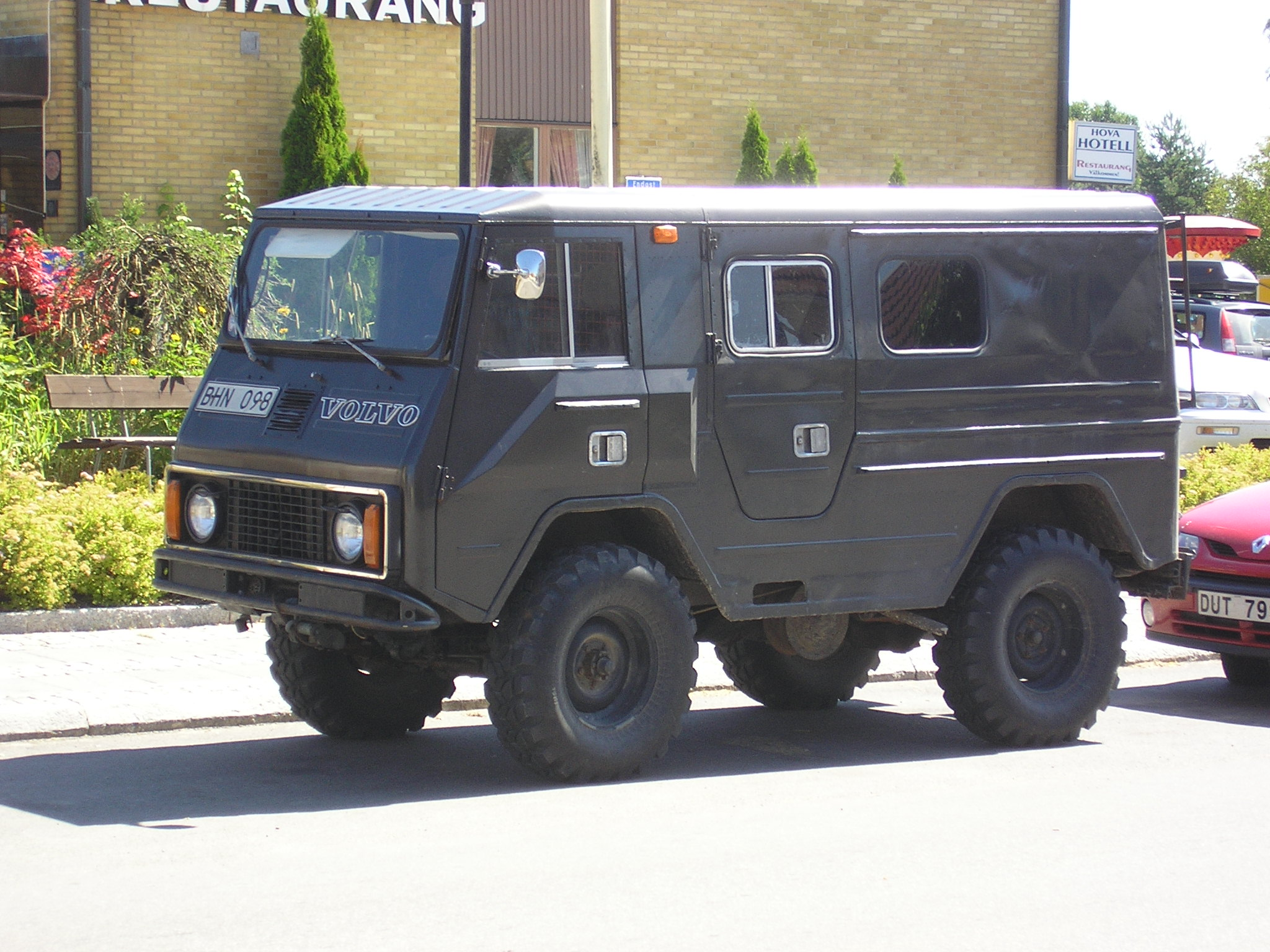
Volvo L3314

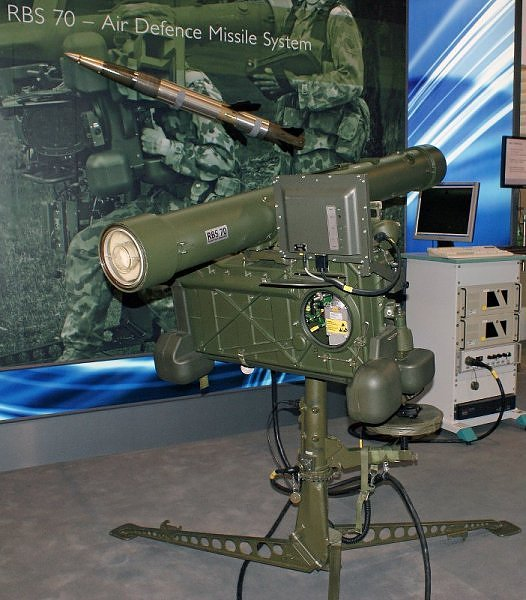
RBS 70

| Подразделение | Размещение и оснащение |
| --- | --- |
| Командование Морской пехоты Comando de la Infantería de Marina CL (IM) D. Daniel Giromini                                                       | ВМБ Пуэрто-Бельграно Base Naval Puerto Belgrano |
| Силы морской пехоты на флоте Fuerza de Infantería de Marina de la Flota de Mar                                                                  | База Морской пехоты Батериас/Пуэрто-Бельграно (Буэнос-Айрес) Base de Infantería de Marina Baterias/Puerto Belgrano (Buenos Aires) |
| 2-й батальон морской пехоты Batallón de Infantería de Marina Nro.2 Capitán de Fragata Edgardo Giachino                                          | Военная техника: HMMWV M1097A2 HMMWV M1025A2 Вооружение и снаряжение: Системы PASGT SEM 173 Трансиверы PRC 377 Трансиверы PRC 77 Винтовки M16A2 5,56×45 mm Подствольные гранатомёты M203 Пулемёты M2HB 12,7×99 mm Автоматические гранатомёты Mk.19 40 mm Винтовки FN FAL 7,62×51 mm Пулемёты M249 SAW 5,56×45 mm Миномёты Soltam 81 mm Пулемёты FN MAG 7,62×51 mm Гранатомёты B-300 |
| 1-й батальон полевой артиллерии Batallón de Artillería de Campaña Nro.1                                                                         | Гаубицы OTO Melara Mod 56 105 mm Гаубицы M101 105 mm Гаубицы M114 A1 155 mm |
| Батальон управления и материально-технического обеспечения Batallón Comando y Apoyo Logístico                                                   | Военная техника: Грузовые автомобили M35A3 Грузовые автомобили M813 Грузовые автомобили M816 Грузовые автомобили M820 Грузовые автомобили M923 Грузовые автомобили M939 HMMWV M1097A2 |
| 1-й батальон амфибийных машин Batallón de Vehículos Anfibios                                                                                    | Бронетранспортёры LVTP-7 Амфибийные грузовые машины LARC-5 |
| Противовоздушный батальон Batallón Antiaéreo | пушки Bofors L70 40 mm ПЗРК RBS-70 HMMWV M1097A2 |
| 1-й Батальон связи Batallón de Comunicaciones Nro.1                                                                                             | HMMWV M1097A2 автомобили Volvo C202/L3314 VHF VCR265 TAD 420 |
| Разведывательная рота Compañía de Exploración                                                                                                   | Боевые разведывательные машины ERC-90 F1 Lynx Panhard VCR (Transporte de Tropas, Comando, AA, Taller) |
| Противотанковая рота Compañía Antitanque | Противотанковые ракеты MBB Mamba |
| Диверсионно-десантная амфибийная группа Agrupación Comandos Anfibios                                                                            | Парашюты T-10 Легководолазное снаряжение Вооружение и снаряжение: Системы PASGT SEM 173 Трансиверы PRC 377 Трансиверы PRC 77 Винтовки M16A2 5,56×45 mm Подствольные гранатомёты M203 Пулемёты M2HB 12,7×99 mm Автоматические гранатомёты Mk.19 40 mm Винтовки FN FAL 7,62×51 mm Пулемёты M249 SAW 5,56×45 mm Миномёты Soltam 81 mm Пулемёты FN MAG 7,62×51 mm Гранатомёты B-300 Пулемёты HK21 7.62 x 51 mm Винтовки HK33 5,56×45 mm Винтовки Steyr AUG 5,56×45 mm Пистолеты-пулемёты Steyr MPi 69 9×19 mm Пистолеты Browning HP |
| Амфибийная инженерная рота Compañía Ingenieros Anfibios                                                                                         | Дорожная техника Понтоны Bailey Грузовые автомобили M35A3 |
| Южные силы морской пехоты Fuerza de Infantería de Marina Austral                                                                                | Рио Гранде/Ушуая Río Grande/Ushuahia |
| Объединённая ВМБ Ушуая Base Naval Integrada Ushuahia 4-й батальон морской пехоты Batallón de Infantería de Marina Nro.4                         | Лыжное, горное и водолазное снаряжение Вооружение и снаряжение: Системы PASGT SEM 173 Трансиверы PRC 377 Трансиверы PRC 77 Винтовки M16A2 5,56×45 mm Подствольные гранатомёты M203 Пулемёты M2HB 12,7×99 mm Автоматические гранатомёты Mk.19 40 mm FN FAL 7,62×51 mm Пулемёты M249 SAW 5,56×45 mm Миномёты Soltam 81 mm Пулемёты FN MAG 7,62×51 mm Гранатомёты B-300 |
| Морское отделение Рио Гранде Destacamento Naval Río Grande 5-й батальон морской пехоты (учебный) Batallón de Infantería de Marina Nro.5 Escuela | Лодки Zodiac Вооружение и снаряжение: Системы PASGT SEM 173 Трансиверы PRC 377 Трансиверы PRC 77 Винтовки M16A2 5,56×45 mm Подствольные гранатомёты M203 Пулемёты M2HB 12,7×99 mm Автоматические гранатомёты Mk.19 40 mm Винтовки FN FAL 7,62×51 mm Пулемёты M249 SAW 5,56×45 mm Миномёты Soltam 81 mm Пулемёты FN MAG 7,62×51 mm Гранатомёты B-300 |
| Подразделения Речной военно-морской зоны Unidades del Area Naval Fluvial                                                                        | ВМБ Сарате Base Naval Zárate |
| 3-й батальон морской пехоты Batallón de Infantería de Marina Nro.3 «Almirante Eleazar Videla»                                                   | Грузовые автомобили M35A3 Вооружение и снаряжение: Системы PASGT SEM 173 Трансиверы PRC 377 Трансиверы PRC 77 Винтовки M16A2 5,56×45 mm Подствольные гранатомёты M203 Пулемёты M2HB 12,7×99 mm Автоматические гранатомёты Mk.19 40 mm Винтовки FN FAL 7,62×51 mm Пулемёты M249 SAW 5,56×45 mm Миномёты Soltam 81 mm Пулемёты FN MAG 7,62×51 mm Гранатомёты B-300 |
| Рота малых судов Compañía de Embarcaciones Menores                                                                                              | Патрульные лодки Guardian 22 Лодки Zodiac Mk. III |
| UNFICYP Аргентинский контингент UNFICYP — Fuerza de Tareas Argentina                                                                            | Кипр |
| Рота «Чарли» Compañía Charlie | Вооружение и снаряжение: Системы PASGT SEM 173 Трансиверы PRC 377 Трансиверы PRC 77 Винтовки M16A2 5,56×45 mm Подствольные гранатомёты M203 Пулемёты M2HB 12,7×99 mm Автоматические гранатомёты Mk.19 40 mm Винтовки FN FAL 7,62×51 mm Пулемёты M249 SAW 5,56×45 mm Пулемёты FN MAG 7,62×51 mm |

3-я морская вертолётная эскадрилья, оснащённая вертолётами Bell UH-1 Iroquois, обычно придаётся Силам Морской пехоты на флоте.